# رونی برد (بازیکن فوتبال)
رونی برد (انگلیسی: Ronnie Bird; ۲۷ دسامبر ۱۹۴۱ – ۲۰ مارس ۲۰۰۵) بازیکن فوتبال اهل بریتانیا بود.
از باشگاه‌هایی که در آن بازی کرده‌است می‌توان به باشگاه فوتبال برافورد پارک آونیو، باشگاه فوتبال کرو آلکساندرا، باشگاه فوتبال بری، باشگاه فوتبال گلاستر سیتی، باشگاه فوتبال بیرمنگام سیتی، و باشگاه فوتبال کاردیف سیتی اشاره کرد.